# 대한자원환경지질학회
 사단법인 대한자원환경지질학회(The Korean Society of Economic & Environmental Geology, KSEEG)는 자원환경지질에 관련된 기초과학의 연구 발전을 도모할 목적으로 1968년 3월에 설립된 학술단체이다. 사무실은 서울특별시 강남구 테헤란로7길 22 한국과학기술회관 1관 617호에 있다. 연구발표회 및 학술강연회 개최, 학회지를 비롯한 관련 분야의 서적을 간행, 국내외 관련 학회와 학술교류 등을 활동하고 있다. 학회지 《자원환경지질》을 발간하고 있다. 2001년 9월 7일 대한민국 과학기술부로부터 사단법인 설립 허가를 받았다.

## 연혁
- 1968년 3월: 대한광산지질학회 설립
- 1994년: 대한자원환경지질학회로 변경

## 주요 사업
- 학회지, 회보, 자원지질 및 환경지질 관련 서적의 발간
- 연구발표회, 학술강연회, 연구회의, 강습회 개최
- 국내외 관련 학회와 학술교류
- 다른 학회나 관련 업계와의 제휴에 의한 조사연구
- 연구업적에 대한 포상
- 정부, 공공단체 및 기타 기관이 의뢰하는 자원지질 및 환경지질에 관한 기술 연구자문 및 평가분석업무의 수행
- 기타 법인의 목적을 달성하는데 필요한 사업

## 역대 회장
- 제1대: 최유구 (1968~1970)
- 제2~3대: 문원주 (1970~1974)
- 제4~5대: 김옥준 (1974~1978)
- 제6~7대: 신병우 (1978~1982)
- 제8대: 김옥준 (1982~1984)
- 제9대: 윤석규 (1984~1986)
- 제10대: 박희인 (1986~1988)
- 제11대: 김종환 (1988~1990)
- 제12대: 지정만 (1990~1992)
- 제13대: 박노영 (1992~1994)
- 제14대: 소칠섭 (1994~1996)
- 제15대: 민경덕 (1996~1998)
- 제16대: 오민수 (1998~2000)
- 제17대: 문희수 (2000~2001)
- 제18대: 권병두 (2001~2003)
- 제19대: 이현구 (2003~2004)
- 제20대: 김규한 (2004~2005)
- 제21대: 전효택 (2005~2006)
- 제22대: 박영석 (2006~2007)
- 제23대: 오재호 (2007~2009)
- 제24대: 박맹언 (2009~2010)
- 제25대: 유인걸 (2011~2012)
- 제26대: 최선규 (2013~2014)
- 제27대: 문상호 (2015~2016)
- 제28대: 김복철 (2017~2018)
- 제29대: 이찬희 (2019~2020)
- 제30대: 송윤구 (2021~2022)
- 제31대: 김경웅 (2023)
- 제32대: 노열 (2023~2024)
- 제33대: 허철호 (2025~)

## 임원
- 회장
- 부회장(총 2명)
- 편집위원장
- 총무이사(총 2명)
- 재무이사(총 2명)
- 학술이사(총 6명)
- 기획이사(총 8명)
- 국제협력이사(총 7명)
- 섭외홍보이사(총 10명)
- 감사(총 2명)

## 학술지
- 《자원환경지질》